# Европско првенство у атлетици на отвореном 1938 — бацање кугле за жене
Такмичење у бацању кугле у женској конкуренцији на Европском првенству у атлетици 1938. одржано је 17. септембра на стадиону Пратер у Бечу, који је у то време био део Немачког Рајха. Ово је било прво Европско првенство на којем су учествовале жене.

## Земље учеснице
Учествовало је 12 такмичарки из 8 земаља.
1. Летонија (1)
2. Италија (1)
3. Немачка (3)
4. Пољска  (2)
5. Уједињено Краљевство (2)
6. Финска (1)
7. Холандија (1)
8. Шведска (1)

## Освајачи медаља
|                        |                           |                       |
| Хермина Шредер Немачка | Гизела Мауермајер Немачка | Ванда Флакович Пољска |

## Резултати

### Финале
| Пласман | Такмичарка        | Држава               | Време | Белешке |
| ------- | ----------------- | -------------------- | ----- | ------- |
|         | Хермина Шредер    | Немачка              | 13,29 | РЕП     |
|         | Гизела Мауермајер | Немачка              | 13,27 |         |
|         | Ванда Флакович    | Пољска               | 12,55 |         |
| 4.      | Хелма Весел       | Немачка              | 12,55 |         |
| 5.      | Бевис Рид         | Уједињено Краљевство | 12.10 |         |
| 6.      | Ида Лавизе        | Летонија             | 11,70 |         |
| 7.      | Геновефа Џејзик   | Пољска               | 11,68 |         |
| 8.      | Ирја Липасти      | Финска               | 11,64 |         |
| 9.      | Амелија Пичичини  | Италија              | 11,30 |         |
| 10.     | Брита Авал        | Шведска              | 10,96 |         |
| 11.     | Анс Нисинк        | Холандија            | 10,66 |         |
| 12.     | Кетлин Дајер-Тили | Уједињено Краљевство | 10,49 |         |